# Фрикс (Софокл)
«Фрикс» (др.-греч. Φρίξος) — трагедия древнегреческого драматурга Софокла (V век до н. э.), текст которой почти полностью утрачен.
Заглавный герой пьесы — мифологический герой, сын фессалийского царя Афаманта, который из-за козней мачехи был предназначен в жертву богам, но в последний момент спасся и бежал в Колхиду. Текст трагедии утрачен почти полностью, так что о деталях сюжета ничего не известно. Сохранились только два коротких фрагмента, каждый в одну строку.
Две трагедии с таким названием написал и Еврипид (их текст полностью утрачен). 